# Eupithecia physocleora
Eupithecia physocleora là một loài bướm đêm trong họ Geometridae.